# Route nationale 405
Die Route nationale 405, kurz N 405 oder RN 405, ist eine ehemalige französische Nationalstraße.
Die Straßennummer wurde 1933 in das Nationalstraßennetz aufgenommen. Bis 1973 führte die Strecke von einer Kreuzung mit der Nationalstraße N64 nördlich von Verdun bis zu einer Kreuzung mit der Nationalstraße N47.
Die Gesamtlänge der Straße betrug 32,5 Kilometer.
Der Streckenverlauf durchquerte das Kampfgebiet des Ersten Weltkrieges bei Verdun. An der Strecke lag auch der völlig zerstörte Ort Beaumont-en-Verdunois.